# Bobslæde
Bobslæde bruges om en formstøbt pulk, som er meget udbredt i Danmark. Typisk har de meder der ikke går ret langt ned i sneen, og det meste af slædens overflade vil være i kontakt med sneen. Derfor bærer den godt selv på relativ tynd sne i modsætning til en kælk der som regel kræver mere eller hårdere sne.
Derudover er bobslæde en vintersportsgren, hvor deltagerne skal få en strømlinet, halvvejs overdækket slæde hurtigst muligt ned ad en stejl bane.
Der er enten være 2 eller 4 mand om bord på en bobslæde. Dette betegnes henholdsvis toerbob (2-mands-bob) og firerbob (4-mands-bob).
Bobslæde har været en olympisk sportsgren siden 1924 (Chamonix), men kvinderne måtte vente til 2002 før de kom på det olympiske program.
Der køres på lukkede, formstøbte baner med skarpe kurver, som kræver stor teknisk kunnen og holdsamarbejde. Afgørende for et holds succes er især evnen til at lave en hurtig start. Sporten kræver dermed sprintstærke udøvere.
Danmark har aldrig vundet medaljer ved store konkurrencer, men et dansk hold forsøgte dog at kvalificere sig til Vinter-OL 2006.